# 646
646 foi um ano comum do século VII que teve início e terminou a um domingo, segundo o Calendário Juliano. A sua letra dominical foi A. Segundo o horóscopo chinês, foi o ano do Cavalo.
| Ano completo                    |
| ------------------------------- |
| Ano comum com início ao domingo |

## Eventos
- VII Concílio de Toledo
- Incêndio da Biblioteca de Alexandria

## Nascimentos
- Abedal Maleque ibne Maruane m. 705, foi o 5º Califa omíada.